# Мельничне (Білогірський район)
Ме́льничне (до 1948 року — Тереклі́-Шейх-Елі́, крим. Terekli Şeyh Eli) — село в Україні, у Білогірському районі Автономної Республіки Крим. Центр Мельничної сільської ради.
Відстань від райцентру до населеного пункта становить 22 кілометрів по прямій.

## Уродженці
- Євгеній Савчук — український військовий, позивний Панда, загинув 26 листопада 2022 року під час виконання бойового завдання в районі села Водяне на Донеччині.[2]